# Pictura (Musikgruppe)
Pictura ist eine Progressive-Death-Metal-Band aus Hagen im Ruhrgebiet.

## Geschichte
Die Band wurde 2005 unter dem Namen Beltane gegründet. 2008 veröffentlichte sie ihr in den Woodhouse Studios aufgenommenes Album Expressionist. Der Name weist auf Einflüsse expressionistischer Literatur auf die Band hin. Entsprechende Zitate von Georg Trakl, August Stramm und Georg Heym werden auf der CD vorgetragen. Die CD erhielt gute Kritiken, auch international. Die Band erlangte infolge des Debüts erste Aufmerksamkeit in der Szene.
Nach dem Ausstieg zweier Bandmitglieder kurz nach der CD-Veröffentlichung wechselte Bassist Marius Borjans an die Gitarre. Daniel Woyke kam als neuer Bassspieler zur Band hinzu. Infolgedessen fand der Namenswechsel in „Pictura“ statt. Um für das kommende Album zu werben, veröffentlichte die Band Ende 2010 die EP Rebirth mit fünf Stücken, die gute Kritiken bekam. Das Konzeptalbum The Equilibration of Minds, Part I befindet sich seit Anfang 2012 in Produktion. Veröffentlicht wurde es am 30. Mai 2014.

## Stil
Pictura spielen progressiven Death Metal, wobei sehr ruhige, zum Teil akustische Passagen mit druckvollen, schnellen Stellen abwechseln. Hauptaugenmerk wird auf die Entwicklung einer stimmungsvollen Atmosphäre über verschiedene Klangpassagen gelegt. Als Referenz können Bands wie Opeth oder auch Porcupine Tree genannt werden, die Einflüsse im Werk von Pictura sind.

## Diskografie
- 2008: Expressionist (Album, als Beltane)
- 2010: Rebirth (EP)
- 2014: The Equilibration of Minds, Part I (Album)